# 南牧村 (群馬縣)
南牧村（日语：／ Nanmoku mura */?）是群馬縣西部的一個村。